# جون جي. هيمفيل
جون جي. هيمفيل هو محامي وسياسي أمريكي، ولد في 25 أغسطس 1849 في تشيستر في الولايات المتحدة، وتوفي في 11 مايو 1912 في واشنطن العاصمة في الولايات المتحدة. نشط حزبياً في الحزب الديمقراطي. وقد انتخب عضو مجلس النواب الأمريكي ‏.